# Liturgia

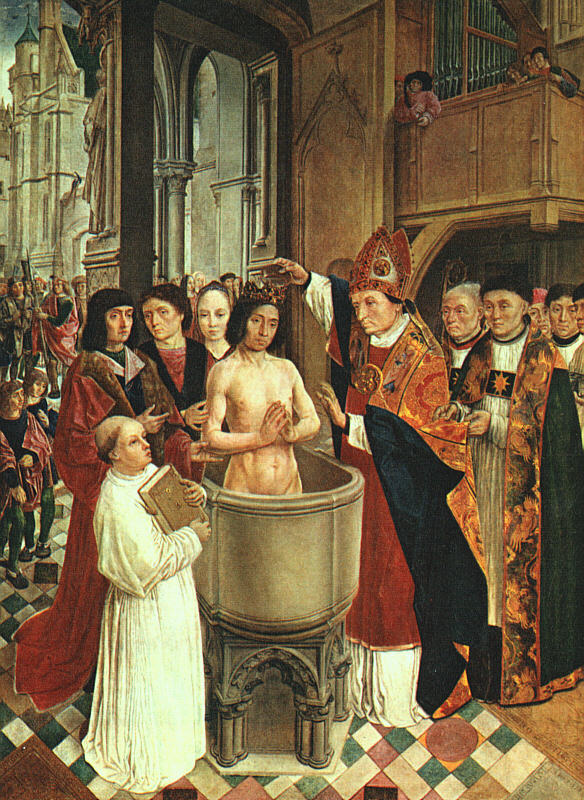
El bautismo de Clovis, de El Maestro de San Giles (c. 1500).

La liturgia es la forma con que se llevan a cabo las ceremonias en una religión o en alguna otra organización similar,es decir, al conjunto de actos que forman parte de su culto público y oficial. En particular, alude al conjunto de actos rituales de la misa católica y de otros actos solemnes no religiosos.
Prácticamente toda sociedad realiza rituales, es decir, series de ritos, con connotaciones de tipo religioso o ceremonial en las bodas, en los entierros y en muchos otros momentos importantes de la vida individual o colectiva, y suele reglamentarse, aunque en diferente medida, el modo en que se debe efectuar el culto en los lugares públicos, especialmente en los templos.
En la Iglesia católica, por ejemplo, las ceremonias litúrgicas se recogen en los libros litúrgicos.

## Evolución del concepto

### Etimología
El término liturgia proviene del término en latín liturgīa (liturguía), que a su vez proviene del griego λειτουργία (leitourguía), con el significado general de «servicio público», y literal de «obra del pueblo». Incluye a su vez los términos λάος (láos), pueblo, y έργον (érgon), trabajo, obra. En el mundo helénico, este término no tenía las connotaciones religiosas actuales, sino que hacía referencia a las obras que algún ciudadano llevaba a cabo en favor del pueblo o a las funciones militares y políticas, etcétera. Incluía a las ofrendas, a menudo costosas, que los griegos ricos hacían al servicio del pueblo y, por tanto, de la polis y del Estado. A través de la leitourgia, los ricos soportaban una carga económica y, en consecuencia, eran recompensados con honores y prestigio. Los leitourgia eran asignados por la polis, el Estado y el Imperio romano, y se convirtieron en obligatorios en el transcurso del siglo III d. C. Su cumplimiento respaldaba la posición del mecenas entre la élite y el pueblo en general. Al poseedor de una "leitourgia" helénica no se le cobraba un impuesto concreto, sino que se le encomendaba un ritual particular, que podía realizarse con mayor o menor magnificencia. El ámbito principal seguía siendo el de la religión cívica, encarnada en las fiestas: M.I. Finley señala que "en la época de Demóstenes había al menos 97 citas litúrgicas en Atenas para las fiestas, que se elevaban a 118 en un año panatenaico (cuatrienal)"." Sin embargo, se asignaron grupos de ciudadanos ricos para sufragar gastos como las comodidades cívicas e incluso el pago de barcos de guerra.A la exención de esas funciones se le llamaba αλειτουργεσία (aleitourguesía).
En el Nuevo Testamento, escrito en el dialecto griego llamado κοινέ (koiné), esta palabra se utiliza con cuatro significados fundamentales:
- obra civil (7 veces): cuidar a los pobres, colectas y otras actividades;
- culto del templo (5 veces): con un sentido ritual, similar al culto del templo de Jerusalén;
- ejercicio público de la religión (1 vez): por ejemplo, la predicación que se hacía en las sinagogas o en las plazas;
- culto espiritual comunitario (2 veces): por ejemplo, la asamblea litúrgica que se reúne para celebrar la fe en comunidad.

Con el tiempo, bajo el Imperio Romano, tales obligaciones, conocidas como munera, se convirtieron en una carga competitiva y ruinosamente costosa que se evitaba cuando era posible. Incluían una amplia gama de gastos relacionados con la infraestructura y los servicios cívicos; y obligaciones imperiales como la reparación de carreteras, puentes y acueductos, el suministro de diversas materias primas, la elaboración de pan para las tropas en tránsito, por nombrar sólo algunas.

### Antigüedad cristiana
Ya como religión permitida en el Imperio Romano, el cristianismo desarrolló cultos derivados del sacerdocio de Jesús; uno de ellos y el principal era la Eucaristía. Con la palabra λειτουργία (leitourguía), los primeros cristianos se referían no al sacrificio de los judíos en el templo, sino al único sacrificio de Jesucristo. El uso de esta palabra fue relativamente extraño, debido a la posibilidad de confusión con el culto judío. Sin embargo, se volvió común desde el siglo IV en todo el oriente griego, mientras que en Occidente, donde se desconocía este término, para referirse a los actos cultuales se utilizaban palabras latinas tales como officium, munus, sacrum ritum, ministerium, etcétera. Todas estas expresiones, aunque buscaban evitar el equívoco, no tomaban en cuenta el carácter público y la participación comunitaria que sí se indica con la palabra λειτουργία (leitourguía).[cita requerida]
Con los distintos cismas religiosos, se establecieron formas distintas de liturgia, cada una de las cuales comprende ritos diferentes.[cita requerida]

## Cristianismo

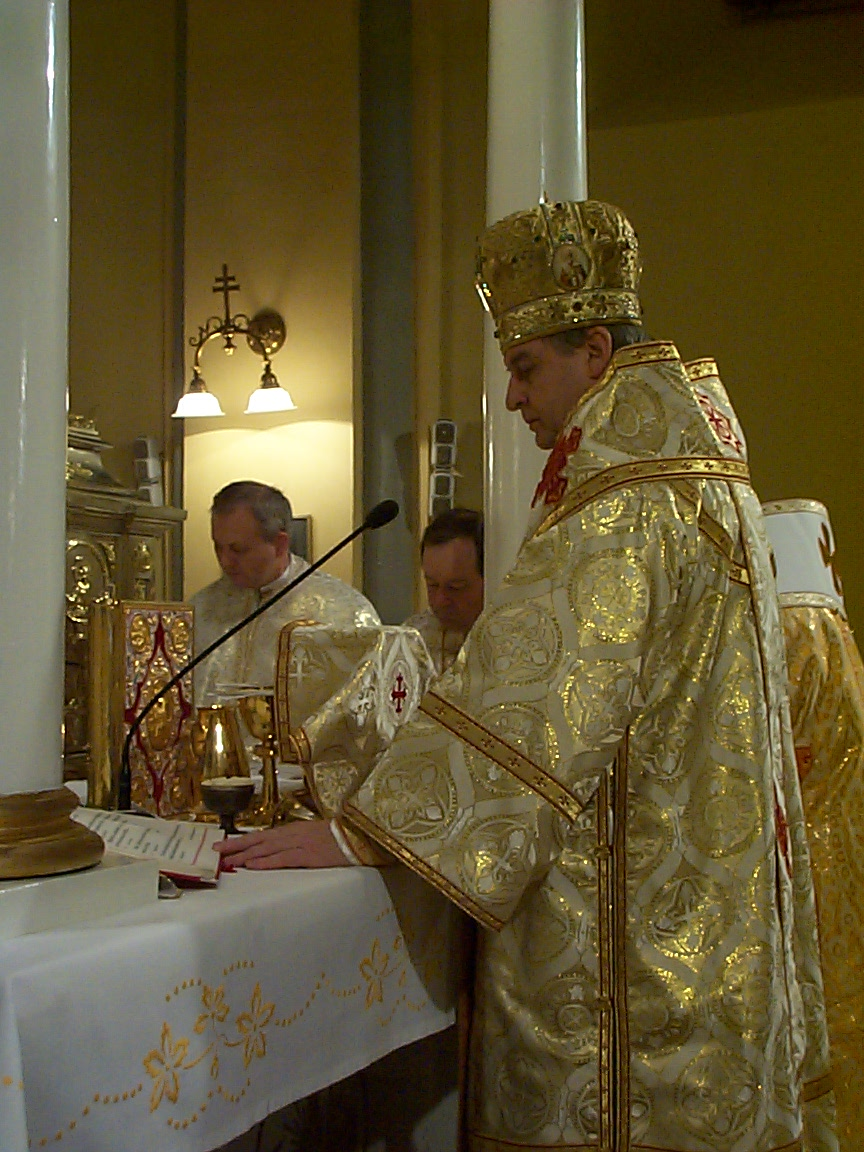
Un obispo celebrando la Divina Liturgia en una Iglesia Católica Oriental en Prešov, Eslovaquia.

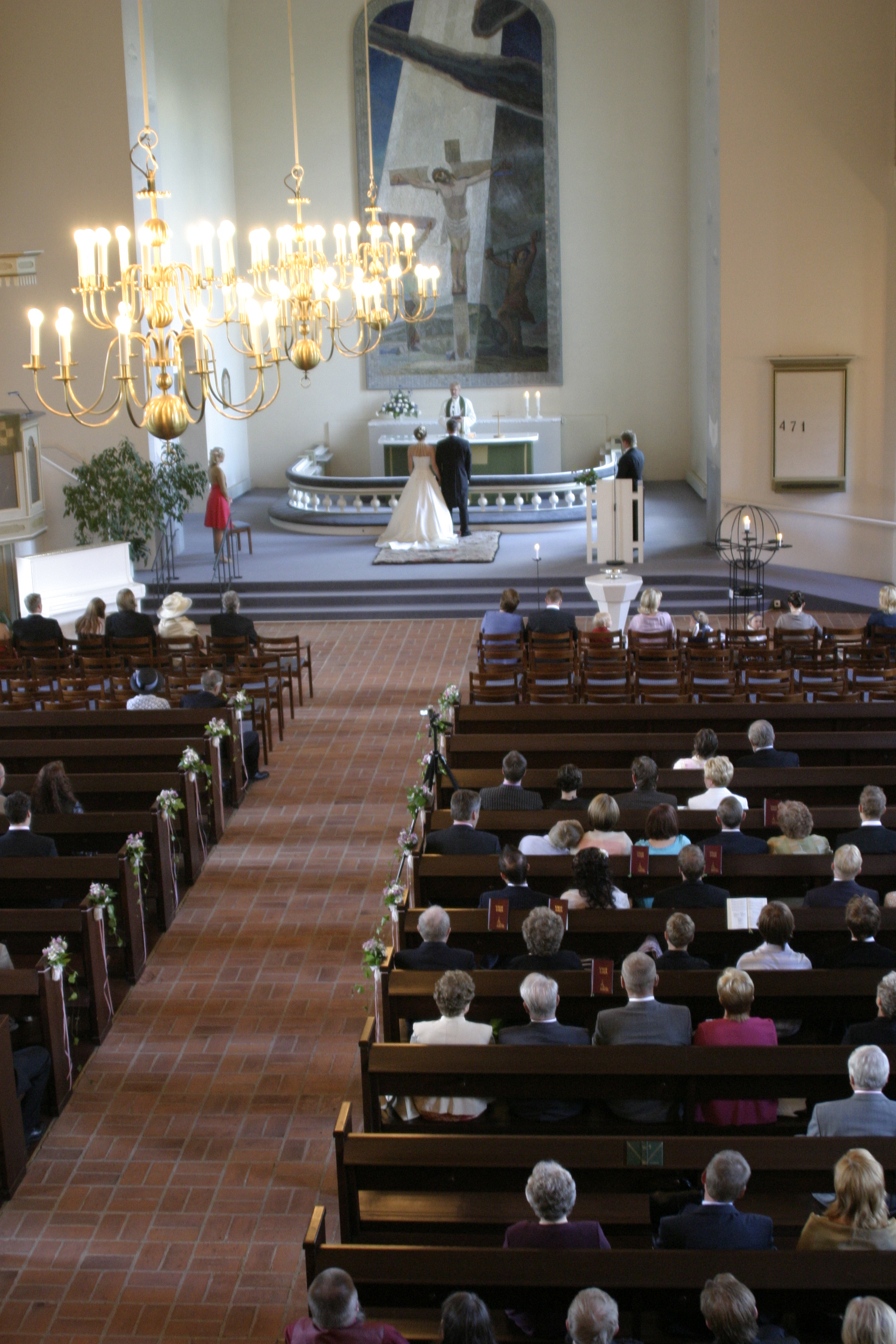
Ceremonia de boda en el interior de la Iglesia de Kiuruvesi en Kiuruvesi, Finlandia.

Con frecuencia, en el cristianismo se distingue entre iglesias "litúrgicas" y "no litúrgicas" en función de lo elaborado o formal que sea el culto; en este uso, las iglesias cuyos servicios no tienen guion o son improvisados se denominan "no litúrgicas".  Otros se oponen a esta distinción, argumentando que esta terminología oscurece la universalidad del culto público como fenómeno religioso. Así, incluso el culto abierto o de espera de la Quakers es litúrgico, ya que la propia espera hasta que el Espíritu Santo mueve a los individuos a hablar es una forma prescrita del culto cuáquero, a veces denominada "la liturgia del silencio". En el cristianismo, sin embargo, el término "liturgia" se refiere normalmente a un orden estandarizado de acontecimientos que se observan durante un servicio religioso, ya sea un servicio sacramental o un servicio de oración pública; normalmente el primero es el referente. En la tradición antigua, la liturgia sacramental es especialmente la participación del pueblo en la obra de Dios, que es principalmente la obra salvífica de Jesucristo; en esta liturgia, Cristo continúa la obra de la redención.
El término "liturgia" en griego significa literalmente "trabajo para el pueblo", pero una mejor traducción es "servicio público" u "obra pública", como se desprende del origen del término descrito anteriormente. Los primeros cristianos adoptaron la palabra para describir su principal acto de culto, el servicio dominical (al que se referían con diversos términos, como Santa Eucaristía, Santa Comunión, Misa o Divina Liturgia), que consideraban un sacrificio. Este servicio, liturgia o ministerio (del latín "ministerium") es un deber de los cristianos como pueblo sacerdotal por su bautismo en Cristo y participación en su ministerio sumosacerdotal. Es también el ministerio o servicio de Dios a los fieles. Es un servicio recíproco. Como tal, muchas iglesias cristianas designan a una persona que participa en el servicio de adoración como el liturgista. El liturgista puede leer los anuncios, las escrituras y las llamadas al culto, mientras que el ministro predica el sermón, ofrece oraciones y bendice los sacramentos.  El liturgista puede ser un ministro ordenado o un laico. Toda la congregación participa en la liturgia y la ofrece a Dios.

### Liturgia protestante

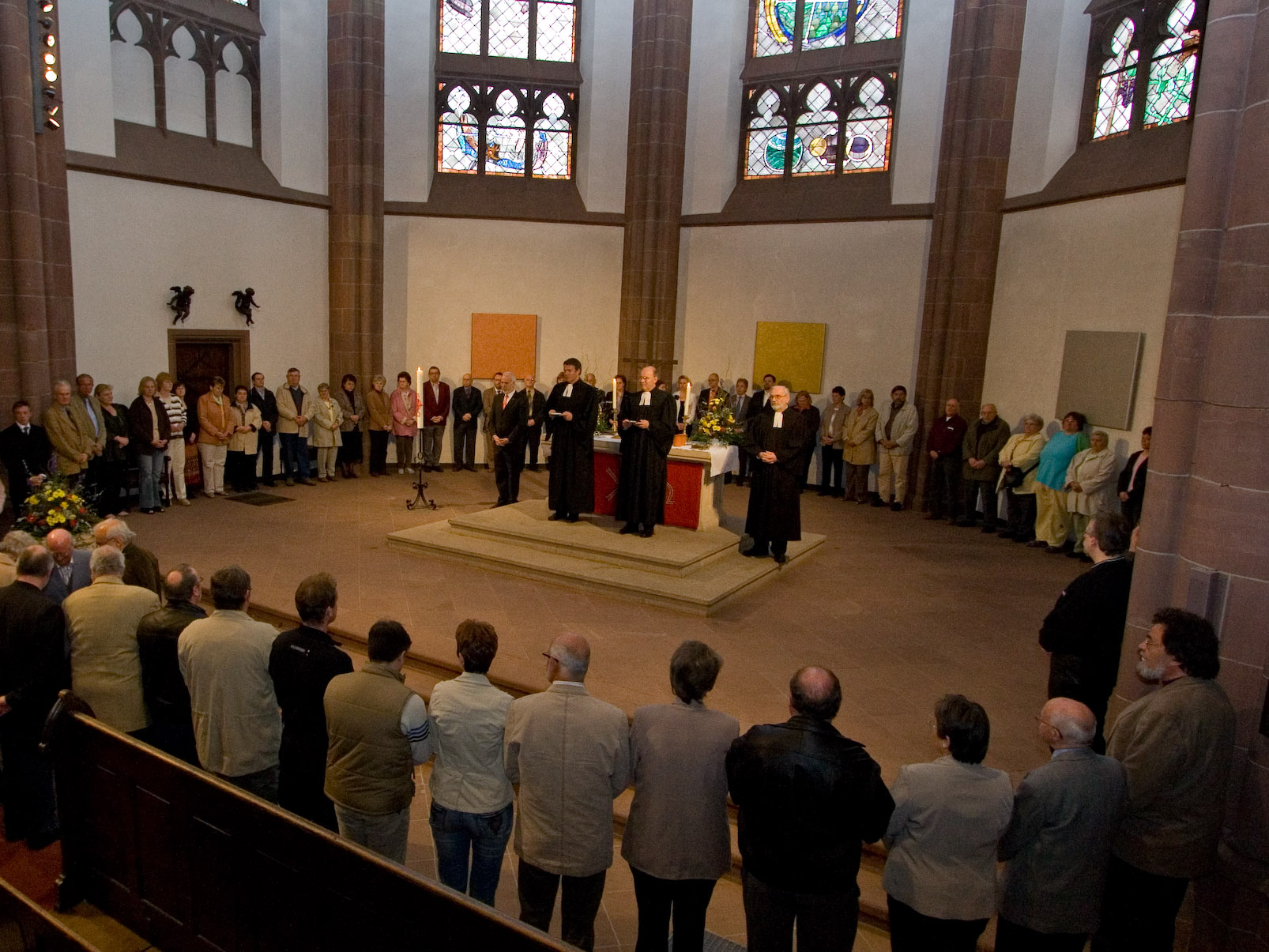
Comunión en la iglesia protestante Dreikönigskirche de Frankfurt.

Para las iglesias miembros de la Iglesia Evangélica Luterana Unida de Alemania y la antigua Iglesia Evangélica de la Unión, existe un orden de culto común en Alemania, que se recoge en el Libro de Culto Protestante. El Libro de Culto se basa en el «principio de una estructura básica fija en forma variable», que pretende orientar a las personas para que utilicen el Agende bajo su propia responsabilidad (Evangelisches Gottesdienstbuch, p. 17). El punto de partida de estas variantes son dos formas históricas básicas diferentes: el tipo de misa protestante y el servicio de sermón altoalemán.
Sobre la misma base histórica, otras iglesias regionales alemanas tienen sus propios órdenes de culto y órdenes del día, como la Iglesia Evangélica de Hesse y Nassau, la Iglesia Evangélica de Kurhessen-Waldeck, la Iglesia Evangélica de Baden y la Iglesia Evangélica del Palatinado.
En la Iglesia Evangélica Luterana Independiente (Iglesia Evangélica Luterana Independiente), los oficios se celebran litúrgicamente según el programa de la Iglesia Evangélica Luterana, que es decididamente luterano, es decir, basado en la misa protestante.
Las iglesias protestantes reformadas han desarrollado su estructura de culto sobre la base del servicio de sermón de la Alta Alemania, que apenas contiene cantos alternados entre el liturgista y la congregación. Sólo en las últimas décadas se ha vuelto a utilizar el término «liturgia» de forma imparcial. En la tradición reformada suiza, la liturgia se ha reorganizado en repetidas ocasiones. En las últimas décadas, se ha desarrollado una estructura de cinco partes, que parece haber demostrado su eficacia - con toda libertad creativa -. Esta estructura puede compararse fácilmente con la de la retórica latina (Cicerón), así como con la estructura del teatro clásico, aristotélico, y comprende esencialmente: colecta - alabanza y adoración - lectura y sermón - intercesiones (comunión) - envío y bendición. La comparación con la tradición latina o griega puede verse en el hecho de que se observa una forma comparable de dramaturgia desde el Introito hasta la conclusión redentora y de bendición. No obstante, esta estructura (vinculante) de la liturgia permite múltiples posibilidades de organización. Por ello, recientemente se han desarrollado modelos según los cuales los servicios religiosos se entienden también como ocasiones comunicativas y se organizan en consecuencia.
En algunas iglesias libres, la palabra liturgia está mal vista porque el término se asocia demasiado con la tradición, pero la mayoría de ellas tienen, sin embargo, un orden para el servicio de comunión. (con algunas excepciones, como los cuáqueros). No obstante, en casi todas las comunidades puede reconocerse un procedimiento ritualizado, que es lo que distingue a la liturgia: como servicio a la comunidad.
Una característica de las principales formas de culto protestantes es la posición central del sermón. Si éste se entiende en contraste con la liturgia o como parte de ella difiere en las distintas tradiciones. Históricamente, también ha sido significativa la valorización de la participación de la congregación en los actos del culto.

## Judaísmo
La liturgia judía son las oraciones o recitaciones que forman parte de la observancia del judaísmo rabínico. Estas oraciones, a menudo con instrucciones y comentarios, se encuentran en el siddur, el libro de oraciones judío tradicional. En general, los hombres judíos están obligados a rezar tres veces al día dentro de intervalos de tiempo específicos (zmanim). mientras que, según la mayoría de las autoridades ortodoxas modernas, las mujeres sólo están obligadas a rezar una vez al día, ya que generalmente están exentas de las obligaciones que dependen del tiempo. Toda oración pública requiere la presencia de un minyan, un quórum de 10 adultos. 
Tradicionalmente, se recitan tres servicios de oración al día:
1. Shacharit o Shaharit (שַחֲרִת), del hebreo shachar o shahar (שַחָר) "luz de la mañana",
2. Mincha o Minha (מִנְחָה), las oraciones de la tarde llamadas así por la ofrenda de harina que acompañaba a los sacrificios en el Templo de Jerusalén,
3. Arvit (עַרְבִית) o Maariv (מַעֲרִיב), de "anochecer".

Oraciones adicionales:
- Musaf (מוּסָף, "adicional") se recita tradicionalmente en Shabat, las principales fiestas judías (incluida Chol HaMoed) y Rosh Chodesh.
- Un quinto servicio de oración, Ne'ila (נְעִילָה, "cierre"), se recita sólo en Yom Kippur, el Día del Perdón.

## Budismo

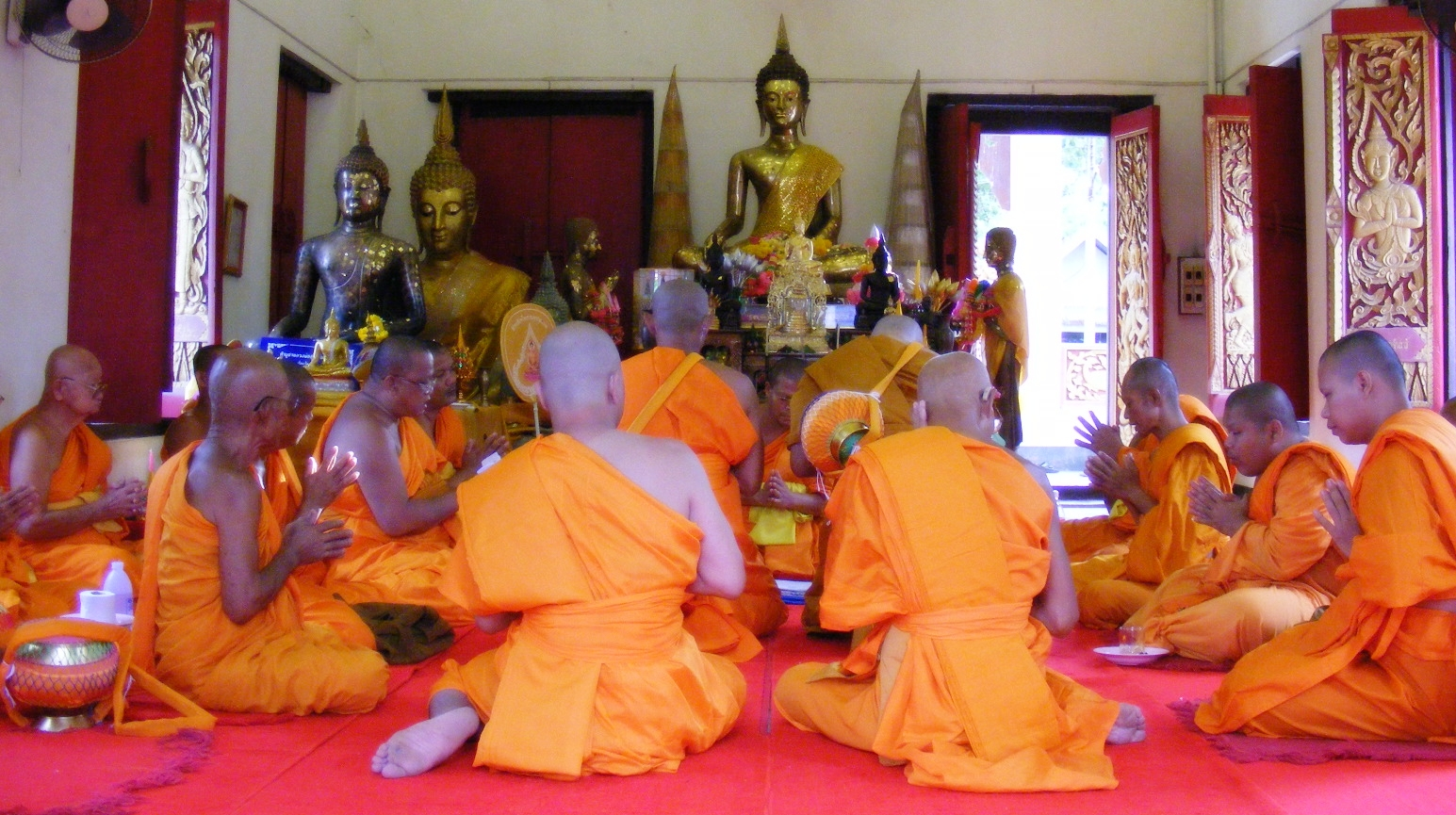
Liturgia budista.

La liturgia budista es un servicio formalizado de veneración y culto realizado dentro de una Sangha (Budismo). Sangha en casi todas las denominaciones y sectas tradicionales del mundo budista. Suele realizarse una o más veces al día y puede variar entre las sectas Theravada, Mahayana y Vajrayana.
La liturgia consiste principalmente en cantar o recitar un sutra o pasajes de un sutras, un mantra (especialmente en el Vajrayana), y varios gathas'. Dependiendo de la práctica que desee realizar el practicante, puede llevarse a cabo en un templo o en casa. La liturgia se realiza casi siempre ante un objeto u objetos de veneración y se acompaña de ofrendas de luz, incienso, agua y alimentos.

## Islam
El salāt («oración», en árabe: صلاة‎ ṣalāh o gen: ṣalāt; pl. صلوات ṣalawāt) es la práctica de la oración física y obligatoria en el Islam en contraposición a la dua, que es la palabra árabe para súplica. Su importancia para los musulmanes viene indicada por su condición de uno de los Cinco Pilares del Islam.
El salat va precedido de la ablución ritual y suele realizarse cinco veces al día. Consiste en la repetición de una unidad llamada rakʿah (pl. rakaʿāt) que consta de acciones y palabras prescritas. El número de rakaʿāt obligatorias ('fard) varía de dos a cuatro según la hora del día u otras circunstancias (como el culto congregacional del viernes, que tiene dos rakats). La oración es obligatoria para todos los musulmanes excepto para los que están en prepubertad, menstruación, o en etapa de puerperio tras el parto.